# Szyndros
Szyndros (Siędros, Szyndras; niem. Schindroß) – część miasta Miasteczko Śląskie położona w województwie śląskim w powiecie tarnogórskim w gminie Miasteczko Śląskie.
W latach 1975–1998 miejscowość administracyjnie należała do województwa katowickiego.

## Historia
Szyndros to dawna leśniczówka z zabudowaniami gospodarczymi i mieszkalnymi, wybudowana przez właścicieli okolicznych lasów – Hencklów von Donnersmarcków – dla pracowników leśnych zajmujących się gospodarowaniem tymi zasobami. Obecnie mieści się w niej pensjonat i sala bankietowa Leśne Zacisze. Do czasów współczesnych zachował się murowany piec chlebowy z czerwonej cegły (piekarok).
Przez Szyndros przebiegała niegdyś linia Górnośląskich Kolei Wąskotorowych Bytom Wąskotorowy – Bibiela.